# Llista de topònims de Banyeres del Penedès
Llista de topònims (noms propis de lloc) del municipi de Banyeres del Penedès, al Baix Penedès
Informació actualitzada per un bot. Els canvis manuals es perdran quan s'actualitzi!

## casa
| imatge | Nom                               | Ubicat a             | instància de | Detalls                                         | coordenades                                                                                   | Protecció                                  | Commons (més fotos)                 | Dades a WD                    |
| ------ | --------------------------------- | -------------------- | ------------ | ----------------------------------------------- | --------------------------------------------------------------------------------------------- | ------------------------------------------ | ----------------------------------- | ----------------------------- |
|        | Antic Hostal                      | Banyeres del Penedès | casa         | Estil: arquitectura popular 17th century        | 41° 16′ 51″ N, 1° 34′ 45″ E / 41.2809°N,1.57921°E ca:C. Major, 12 174 msnm                    | bé integrant del patrimoni cultural català | Antic Hostal (Banyeres del Penedès) | Modifica les dades a Wikidata |
|        | Cal Figueres                      | Banyeres del Penedès | casa         | Estil: arquitectura popular                     | 41° 16′ 49″ N, 1° 34′ 47″ E / 41.2804°N,1.57962°E ca:Plaça de l'Om / Carrer Major, 1 171 msnm | bé integrant del patrimoni cultural català | Cal Figueres (Banyeres del Penedès) | Modifica les dades a Wikidata |
|        | Cal Garriga                       | Banyeres del Penedès | casa         |                                                 | 41° 15′ 48″ N, 1° 33′ 00″ E / 41.2634°N,1.54994°E ca:Saifores                                 | bé integrant del patrimoni cultural català | Cal Garriga (Banyeres del Penedès)  | Modifica les dades a Wikidata |
|        | Cal Núvol                         | Banyeres del Penedès | casa         | Estil: arquitectura eclèctica                   | 41° 16′ 45″ N, 1° 34′ 52″ E / 41.2792°N,1.58106°E ca:Plaça de l'Ajuntament, 2 167 msnm        | bé integrant del patrimoni cultural català | Cal Núvol                           | Modifica les dades a Wikidata |
|        | Cal Pere Forner                   | Banyeres del Penedès | casa         | Estil: arquitectura modernista                  | 41° 16′ 45″ N, 1° 34′ 51″ E / 41.2793°N,1.58071°E ca:Plaça de l'Ajuntament, 4 165 msnm        | bé integrant del patrimoni cultural català | Cal Pere Forner                     | Modifica les dades a Wikidata |
|        | Cal Torres                        | Banyeres del Penedès | casa         | Estil: arquitectura eclèctica                   | 41° 16′ 50″ N, 1° 34′ 46″ E / 41.2805°N,1.57941°E ca:Carrer Major, 3 172 msnm                 | bé integrant del patrimoni cultural català | Cal Torres (Banyeres del Penedès)   | Modifica les dades a Wikidata |
|        | Cal Ventosa                       | Banyeres del Penedès | casa         | Estil: arquitectura modernista noucentisme 1920 | 41° 16′ 51″ N, 1° 34′ 44″ E / 41.2808°N,1.5789°E ca:carrer Major                              | bé integrant del patrimoni cultural català | Cal Ventosa (Banyeres del Penedès)  | Modifica les dades a Wikidata |
|        | Casa Sabartès                     | Banyeres del Penedès | casa         | Estil: arquitectura eclèctica                   | 41° 16′ 32″ N, 1° 33′ 12″ E / 41.2755°N,1.55343°E                                             | bé integrant del patrimoni cultural català | Casa senyorial de Sabartès          | Modifica les dades a Wikidata |
|        | Casa dels masovers de Cal Ventosa | Banyeres del Penedès | casa         | Estil: arquitectura popular                     | 41° 16′ 51″ N, 1° 34′ 44″ E / 41.2808°N,1.57878°E                                             | bé integrant del patrimoni cultural català |                                     | Modifica les dades a Wikidata |
|        | Casa dels masovers de Sabartès    | Banyeres del Penedès | casa         | Estil: arquitectura eclèctica                   | 41° 16′ 33″ N, 1° 33′ 15″ E / 41.27573°N,1.55422°E                                            | bé integrant del patrimoni cultural català |                                     | Modifica les dades a Wikidata |
|        | Casa vella de Cal Mata            | Banyeres del Penedès | casa         | Estil: arquitectura popular                     | 41° 15′ 50″ N, 1° 33′ 01″ E / 41.26395°N,1.55021°E ca:Saifores                                | bé integrant del patrimoni cultural català |                                     | Modifica les dades a Wikidata |
|        | casa Nova de Cal Mata             | Banyeres del Penedès | casa         | Estil: noucentisme                              | 41° 15′ 50″ N, 1° 33′ 00″ E / 41.2639°N,1.55005°E                                             | bé integrant del patrimoni cultural català | Casa Nova de Cal Mata               | Modifica les dades a Wikidata |

## celler
| imatge | Nom                           | Ubicat a             | instància de | Detalls                     | coordenades                                                                                       | Protecció                                  | Commons (més fotos)           | Dades a WD                    |
| ------ | ----------------------------- | -------------------- | ------------ | --------------------------- | ------------------------------------------------------------------------------------------------- | ------------------------------------------ | ----------------------------- | ----------------------------- |
|        | Celler Cooperatiu de Banyeres | Banyeres del Penedès | celler       | Estil: noucentisme          | 41° 16′ 42″ N, 1° 35′ 09″ E / 41.2783°N,1.58577°E ca:Av. Àngel Guimerà, 27 (Carretera de l'Arboç) | bé integrant del patrimoni cultural català | Celler Cooperatiu de Banyeres | Modifica les dades a Wikidata |
|        | Celler Nou de Cal Mata        | Banyeres del Penedès | celler       |                             | 41° 15′ 50″ N, 1° 33′ 01″ E / 41.264°N,1.55037°E                                                  | bé integrant del patrimoni cultural català | Celler nou de Cal Mata        | Modifica les dades a Wikidata |
|        | Cellers de Cal Ventosa        | Banyeres del Penedès | celler       |                             | 41° 16′ 51″ N, 1° 34′ 44″ E / 41.280711°N,1.578806°E ca:Camí de Llorenç, 3                        | bé integrant del patrimoni cultural català |                               | Modifica les dades a Wikidata |
|        | el Celler de Sabartès         | Banyeres del Penedès | celler       | Estil: arquitectura popular | 41° 16′ 31″ N, 1° 33′ 11″ E / 41.2754°N,1.5531°E                                                  | bé integrant del patrimoni cultural català |                               | Modifica les dades a Wikidata |

## entitat singular de població
| imatge | Nom                       | Ubicat a             | instància de                                   | Detalls  | coordenades | Protecció | Commons (més fotos) | Dades a WD                    |
| ------ | ------------------------- | -------------------- | ---------------------------------------------- | -------- | --- | --------- | ------------------- | ----------------------------- |
|        | Banyeres del Penedès      | Banyeres del Penedès | entitat singular de població capital municipal | 1799 hab | 41° 16′ 45″ N, 1° 34′ 53″ E / 41.27915317°N,1.58133237°E 163 msnm                                                     |           |                     | Modifica les dades a Wikidata |
|        | Casa Roja                 | Banyeres del Penedès | entitat singular de població                   | 233 hab  | 41° 16′ 31″ N, 1° 33′ 54″ E / 41.275186873709°N,1.5649033266246°E 136 msnm                                            |           |                     | Modifica les dades a Wikidata |
|        | Saifores                  | Banyeres del Penedès | entitat singular de població                   | 72 hab   | 41° 15′ 50″ N, 1° 33′ 03″ E / 41.26387222°N,1.55070278°E ca:Carretera del Vendrell a Sant Jaume dels Domenys 118 msnm |           | Saifores            | Modifica les dades a Wikidata |
|        | el Priorat de Banyeres    | Banyeres del Penedès | entitat singular de població                   | 861 hab  | 41° 16′ 34″ N, 1° 32′ 49″ E / 41.2762290111126°N,1.54690026233595°E 138 msnm                                          |           |                     | Modifica les dades a Wikidata |
|        | els Boscos                | Banyeres del Penedès | entitat singular de població                   | 141 hab  | 41° 16′ 12″ N, 1° 34′ 20″ E / 41.269872992391°N,1.5721828900168°E 137 msnm                                            |           |                     | Modifica les dades a Wikidata |
|        | les Masies de Sant Miquel | Banyeres del Penedès | entitat singular de població                   | 234 hab  | 41° 16′ 17″ N, 1° 33′ 37″ E / 41.2715252970051°N,1.56020796907373°E 124 msnm                                          |           |                     | Modifica les dades a Wikidata |

## església
| imatge | Nom                                 | Ubicat a             | instància de    | Detalls                                          | coordenades                                                                                     | Protecció                                  | Commons (més fotos)                 | Dades a WD                    |
| ------ | ----------------------------------- | -------------------- | --------------- | ------------------------------------------------ | ----------------------------------------------------------------------------------------------- | ------------------------------------------ | ----------------------------------- | ----------------------------- |
|        | Sant Miquel de Banyeres del Penedès | Banyeres del Penedès | església        | Estil: arquitectura popular 18th century         | 41° 16′ 10″ N, 1° 33′ 37″ E / 41.26953°N,1.56032°E ca:C. Tomoví, Masies de Sant Miquel 122 msnm | bé integrant del patrimoni cultural català | Sant Miquel de Banyeres del Penedès | Modifica les dades a Wikidata |
|        | Sant Pere de Saifores               | Banyeres del Penedès | església        | Estil: arquitectura popular 18th century         | 41° 15′ 51″ N, 1° 32′ 59″ E / 41.26424°N,1.54984°E ca:Pl. de Sant Pere, Saifores 123 msnm       | bé integrant del patrimoni cultural català | Sant Pere de Saifores               | Modifica les dades a Wikidata |
|        | Sant Roc de Banyeres del Penedès    | Banyeres del Penedès | església        | Estil: arquitectura popular                      | 41° 15′ 45″ N, 1° 33′ 34″ E / 41.26256°N,1.55958°E ca:Hisenda de Cal Roig 111 msnm              | bé integrant del patrimoni cultural català | Sant Roc de Banyeres del Penedès    | Modifica les dades a Wikidata |
|        | Santa Eulàlia de Banyeres           | Banyeres del Penedès | església        | Estil: arquitectura gòtica                       | 41° 16′ 48″ N, 1° 34′ 50″ E / 41.2801°N,1.5805°E ca:Plaça de l'Om, 1                            | bé integrant del patrimoni cultural català | Santa Eulàlia de Banyeres           | Modifica les dades a Wikidata |
|        | Santa Maria del Priorat             | Banyeres del Penedès | església ermita | Estil: arquitectura romànica arquitectura gòtica | 41° 16′ 23″ N, 1° 34′ 53″ E / 41.2731°N,1.58139°E ca:Camí de la Gornal, al costat del cementiri | bé integrant del patrimoni cultural català | Santa Maria del Priorat de Banyeres | Modifica les dades a Wikidata |

## granja
| imatge | Nom                   | Ubicat a             | instància de | Detalls | coordenades                                                         | Protecció | Commons (més fotos) | Dades a WD                    |
| ------ | --------------------- | -------------------- | ------------ | ------- | ------------------------------------------------------------------- | --------- | ------------------- | ----------------------------- |
|        | Granges de l'Almirall | Banyeres del Penedès | granja       |         | 41° 17′ 19″ N, 1° 34′ 55″ E / 41.2885742866298°N,1.58197505818261°E |           |                     | Modifica les dades a Wikidata |
|        | Granges del Perico    | Banyeres del Penedès | granja       |         | 41° 16′ 26″ N, 1° 34′ 11″ E / 41.273812036314°N,1.56967462880684°E  |           |                     | Modifica les dades a Wikidata |
|        | Granja Jané           | Banyeres del Penedès | granja       |         | 41° 16′ 54″ N, 1° 33′ 58″ E / 41.281793594846°N,1.56613300103517°E  |           |                     | Modifica les dades a Wikidata |

## masia
| imatge | Nom                      | Ubicat a             | instància de | Detalls                                  | coordenades                                                                         | Protecció                                  | Commons (més fotos)                 | Dades a WD                    |
| ------ | ------------------------ | -------------------- | ------------ | ---------------------------------------- | ----------------------------------------------------------------------------------- | ------------------------------------------ | ----------------------------------- | ----------------------------- |
|        | Cal Català               | Banyeres del Penedès | masia        |                                          | 41° 16′ 51″ N, 1° 34′ 06″ E / 41.2809096522075°N,1.56820616010441°E                 |                                            |                                     | Modifica les dades a Wikidata |
|        | Cal Cego                 | Banyeres del Penedès | masia        |                                          | 41° 15′ 56″ N, 1° 32′ 41″ E / 41.2656913347004°N,1.54484186259446°E                 |                                            |                                     | Modifica les dades a Wikidata |
|        | Cal Dentista             | Banyeres del Penedès | masia        |                                          | 41° 15′ 22″ N, 1° 32′ 44″ E / 41.2560985752°N,1.54556807885548°E                    |                                            |                                     | Modifica les dades a Wikidata |
|        | Cal Perot                | Banyeres del Penedès | masia        |                                          | 41° 16′ 01″ N, 1° 31′ 38″ E / 41.2668531289506°N,1.52712371565153°E                 |                                            |                                     | Modifica les dades a Wikidata |
|        | Corral d'en Beina        | Banyeres del Penedès | masia        | Estil: arquitectura popular              | 41° 16′ 36″ N, 1° 34′ 04″ E / 41.27667°N,1.56774°E                                  | bé integrant del patrimoni cultural català |                                     | Modifica les dades a Wikidata |
|        | Mas Canyís               | Banyeres del Penedès | masia        | Estil: arquitectura popular              | 41° 16′ 21″ N, 1° 33′ 30″ E / 41.2724°N,1.55821°E ca:Les Masies de Sant Miquel      | bé cultural d'interès local                | Mas Canyís (Banyeres del Penedès)   | Modifica les dades a Wikidata |
|        | Mas Jover                | Banyeres del Penedès | masia        |                                          | 41° 15′ 52″ N, 1° 33′ 40″ E / 41.2645527408691°N,1.56103085717152°E                 |                                            |                                     | Modifica les dades a Wikidata |
|        | Mas Roig                 | Banyeres del Penedès | masia        | Estil: arquitectura popular              | 41° 15′ 49″ N, 1° 33′ 33″ E / 41.2637°N,1.55903°E                                   | bé integrant del patrimoni cultural català |                                     | Modifica les dades a Wikidata |
|        | Xalet del Freixes        | Banyeres del Penedès | masia        |                                          | 41° 16′ 02″ N, 1° 34′ 16″ E / 41.2671191691779°N,1.57109811707903°E                 |                                            |                                     | Modifica les dades a Wikidata |
|        | el Molinet               | Banyeres del Penedès | masia        |                                          | 41° 16′ 28″ N, 1° 33′ 51″ E / 41.2745730283291°N,1.56423744225831°E                 |                                            |                                     | Modifica les dades a Wikidata |
|        | la Casa Roja             | Banyeres del Penedès | masia        | Estil: arquitectura popular 17th century | 41° 16′ 34″ N, 1° 33′ 52″ E / 41.27604°N,1.56441°E ca:C. de la Flor de Lis 135 msnm | bé integrant del patrimoni cultural català | La Casa Roja (Banyeres del Penedès) | Modifica les dades a Wikidata |
|        | la Garita Nova           | Banyeres del Penedès | masia        |                                          | 41° 16′ 16″ N, 1° 33′ 47″ E / 41.2712431115551°N,1.56302100577921°E                 |                                            |                                     | Modifica les dades a Wikidata |
|        | la Plana                 | Banyeres del Penedès | masia        |                                          | 41° 17′ 06″ N, 1° 34′ 32″ E / 41.2850459107137°N,1.57561499144737°E                 |                                            | La Plana (Banyeres del Penedès)     | Modifica les dades a Wikidata |
|        | masia de la Garita Vella | Banyeres del Penedès | masia        | Estil: arquitectura popular              | 41° 16′ 07″ N, 1° 33′ 38″ E / 41.2685°N,1.56065°E ca:Camí de Saifores               | bé integrant del patrimoni cultural català |                                     | Modifica les dades a Wikidata |

## Misc
| imatge | Nom                                       | Ubicat a                                 | instància de              | Detalls                                                      | coordenades | Protecció                                            | Commons (més fotos)                   | Dades a WD                    |
| ------ | ----------------------------------------- | ---------------------------------------- | ------------------------- | ------------------------------------------------------------ | --- | ---------------------------------------------------- | ------------------------------------- | ----------------------------- |
|        | Casa Rectoral                             | Banyeres del Penedès                     | rectoria                  | Estil: arquitectura gòtica arquitectura popular 16th century | 41° 16′ 49″ N, 1° 34′ 50″ E / 41.28025°N,1.58044°E ca:Pl. de l'Om 172 msnm | bé integrant del patrimoni cultural català           | Casa Rectoral de Banyeres del Penedès | Modifica les dades a Wikidata |
|        | El nucli antic de Banyeres                | Banyeres del Penedès                     | conjunt urbà              |                                                              | 41° 16′ 50″ N, 1° 34′ 48″ E / 41.280426025390625°N,1.5799390077590942°E ca:Carrer Major                                                                                        |                                                      |                                       | Modifica les dades a Wikidata |
|        | Font de la plaça de l'Om                  | Banyeres del Penedès                     | estructura arquitectònica |                                                              | 41° 16′ 49″ N, 1° 34′ 48″ E / 41.2803955078125°N,1.5800460577011108°E ca:Plaça de l'Om                                                                                         |                                                      |                                       | Modifica les dades a Wikidata |
|        | Les Masies de Sant Miquel                 | Banyeres del Penedès                     | zona arqueològica         |                                                              | 41° 16′ 18″ N, 1° 33′ 33″ E / 41.27153055555556°N,1.559127777777778°E | bé cultural d'interès nacional                       |                                       | Modifica les dades a Wikidata |
|        | Maternitat                                | Banyeres del Penedès                     | monument                  |                                                              | 41° 16′ 49″ N, 1° 34′ 49″ E / 41.28028106689453°N,1.5801819562911987°E ca:Plaça de l'Om                                                                                        |                                                      |                                       | Modifica les dades a Wikidata |
|        | Polígon industrial El Pouet               | Banyeres del Penedès                     | polígon industrial        |                                                              | 41° 16′ 13″ N, 1° 32′ 25″ E / 41.2701471791167°N,1.5403494432482°E |                                                      |                                       | Modifica les dades a Wikidata |
|        | Pont de la Font Gran                      | Banyeres del Penedès                     | pont                      |                                                              | 41° 17′ 04″ N, 1° 34′ 20″ E / 41.2844259545979°N,1.5721057663369°E |                                                      |                                       | Modifica les dades a Wikidata |
|        | Priorat de Banyeres                       | Banyeres del Penedès Llorenç del Penedès | urbanització              |                                                              | 41° 16′ 28″ N, 1° 32′ 57″ E / 41.27458°N,1.549029°E 135 msnm |                                                      |                                       | Modifica les dades a Wikidata |
|        | casa consistorial de Banyeres del Penedès | Banyeres del Penedès                     | casa consistorial         |                                                              | 41° 16′ 45″ N, 1° 34′ 50″ E / 41.2792202°N,1.5806796°E |                                                      |                                       | Modifica les dades a Wikidata |
|        | castell de Banyeres                       | Banyeres del Penedès                     | castell                   | Estil: arquitectura romànica                                 | 41° 16′ 52″ N, 1° 34′ 43″ E / 41.2812°N,1.5786°E ca:Turó del Castell 189 msnm                                                                                                  | bé d'interès cultural bé cultural d'interès nacional | Castell de Banyeres                   | Modifica les dades a Wikidata |
|        | la Casa Murada                            | Banyeres del Penedès                     | casa forta masia          | Estil: gòtic tardà arquitectura popular                      | 41° 16′ 26″ N, 1° 31′ 43″ E / 41.273828°N,1.5286°E ca:Al costat del torrent del Papiolet 141 msnm                                                                              | bé d'interès cultural bé cultural d'interès nacional | La Casa Murada (Banyeres del Penedès) | Modifica les dades a Wikidata |
|        | les Escoles                               | Banyeres del Penedès                     | edifici                   | Estil: arquitectura popular                                  | 41° 15′ 50″ N, 1° 33′ 02″ E / 41.26386°N,1.5506°E | bé integrant del patrimoni cultural català           | Les Escoles (Banyeres del Penedès)    | Modifica les dades a Wikidata |
|        | necròpolis de Can Canyís                  | Banyeres del Penedès                     | necròpolis                |                                                              | 41° 16′ 20″ N, 1° 33′ 30″ E / 41.2722°N,1.55821°E ca:Vessant sud-est d'un turó situat a prop del Mas Canyís, al sud-oest del terme municipal de Banyeres del Penedès. 130 msnm | bé integrant del patrimoni cultural català           |                                       | Modifica les dades a Wikidata |